# George Charles Bingham

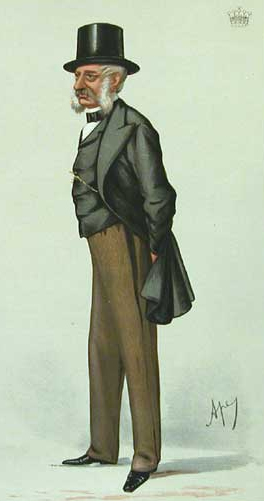
Charles Bingham, Conde de Lucan

O marechal de campo George Charles Bingham, 3.º Conde de Lucan, GCB (16 de abril, 1800 – 10 de novembro de 1888), conhecido como Lord Bingham antes de 1839, foi um militar britânico, recordado pela sua participação na Guerra da Crimeia.

## Participação na Guerra da Crimeia

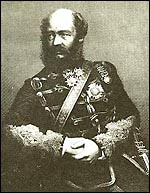
George Charles Bingham

Com o rebentamento da Guerra da Crimeia, sendo o oficial de cavalaria presente de mais alta patente, foi nomeado comandante da divisão de cavalaria. O seu cunhado Lord Cardigan, que comandava a Brigada Ligeira, era um dos seus subordinados. Foi uma situação infeliz, pois ambos se odiavam mutuamente de forma bem profunda.
Durante a Batalha de Balaclava, Lord Lucan recebeu ordens do comandante britânico, Lord Raglan, de avançar e carregar contra os canhões russos no fundo do vale. A ordem foi-lhe entregue pelo ajudante de campo de Lord Raglan, Capitão Nolan. Bingham ordenou a Brudenell que liderasse a carga da Brigada Ligeira contra os canhões, sendo o mesmo Nolan que teve que transmitir a mensagem. A cadeia de mal-entendidos e confusões que resultou daí acabou por causar a desastrosa Carga da Brigada Ligeira. Enquanto reagrupava a toda a velocidade a Brigada Pesada para a dirigir em auxílio à Brigada Ligeira, Bingham recebeu uma ferida leve numa perna. Posteriormente, Raglan culpou Lucan do desastre, afirmando que "você perdeu a Brigada Ligeira", e censurou nos seus relatórios; embora Lucan protestasse por tais censuras, a relação entre o chefe do exército e o chefe da cavalaria estava claramente destruída, pelo que foi chamado de volta a Inglaterra no início de março de 1855.
À chegada, Bingham pediu para declarar perante um conselho de guerra, mas a sua petição foi recusada, e defendeu-se das acusações de incompetência numa declaração frente à Câmara dos Lordes, em que acusava as ordens emitidas por Lord Raglan, e sobretudo a transmissão das mesmas realizadas pelo seu ajudante de campo, o Capitão Nolan, que tinha morrido durante a carga. A táctica aparentemente saíra-lhe bem, já que foi nomeado Cavaleiro da Ordem de Bath em 5 de julho, e Coronel chefe do 8.º Regimento de Reais Hussardos Irlandeses do Rei, que tinha carregado integrado na Brigada Ligeira, em 17 de novembro de 1855. Embora não voltasse a prestar serviço activo, foi elevado a Tenente general em 24 de dezembro de 1858, a General em 28 de agosto de 1865, e finalmente a Marechal de campo em 21 de junho de 1887.
Morreu em 10 de novembro de 1888 na sua casa do n.º 13 de South Street, Park Lane, Londres, e foi enterrado em Laleham, Middlesex.